# Bounoura
Bounoura (em árabe: بونورة) é uma cidade e comuna localizada na província de Ghardaïa, Argélia. Segundo o censo de 2008, a população total da cidade era de 35 405 habitantes.